# NLE Choppa
Bryson Lashun Potts (Memphis, Tennessee, 1 de noviembre de 2002), conocido por su nombre artístico NLE Choppa,es un rapero estadounidense.
Potts firmó con Warner Records para lanzar su álbum de estudio debut, «Top Shotta» en agosto de 2020. Alcanzó su punto máximo en la lista de los diez primeros del Billboard 200 de EE. UU. e incluyó los sencillos «Camelot» y «Walk Em Down» (con Roddy Ricch), los cuales alcanzaron su punto máximo en el top 40 del Billboard Hot 100. Su cuarto y quinto mixtapes, «From Dark to Light» (2020) y «Me vs. Me» (2022) precedieron al lanzamiento de su segundo álbum de estudio «Cottonwood 2» (2023), que contenía su sencillo más alto en las listas de éxitos, «Slut Me Out» (remezclado con Sexyy Red y Sukihana).

## Biografía
Bryson Lashun Potts nació el 1 de noviembre de 2002, hijo de padre afroestadounidense y madre jamaicana. Creció en Memphis, Tennessee en el área de Parkway Village, asistió al instituto, Cordova High School, donde fue jugador de baloncesto. Comenzó a hacer freestyle con sus amigos a los 14 años, y empezó a tomarse en serio la música a los 15.

### Vida personal

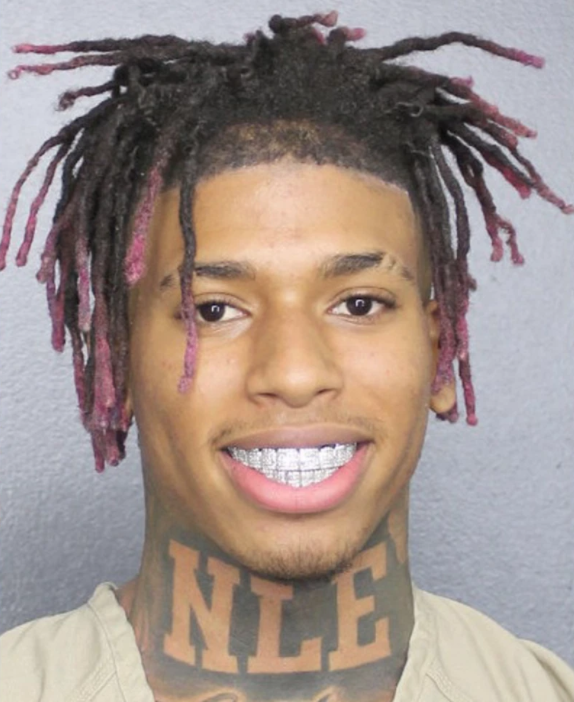
Foto policial de NLE Choppa en 2021.

Potts ha confesado que ha tenido una lucha con la depresión y a veces rapea sobre eso en su música. Durante un tiempo inespecífico, estuvo en un centro de menores, y dijo que durante su estancia, que en este, se motivó a mejorar su comportamiento. En un episodio de su serie de YouTube, confesó que estar en la cárcel le ayudó a abrir los ojos.
El 20 de junio de 2020, Potts fue padre por primera
vez. En agosto de ese mismo año, creó su primer canal de YouTube, llamado «Awakened Choppa».
El 29 de marzo de 2021, fue arrestado por robo y posesión de armas y drogas. Cuando salió del arresto publicó un freestyle llamado «First Day Out» refiriéndose a su primer día en libertad. El 3 de mayo de ese mismo año, fue asociado a una pelea ocurrida en Santa Mónica, California. Un mes después, el 9 de junio, dijo que había ayudado a curar el cáncer de una chica.
El 6 de marzo de 2022, anunció que él y su entonces novia, Marissa Da'Nae, habían perdido a su hijo por nacer debido a un aborto espontáneo.
El 16 de agosto de 2023, le dieron la bienvenida al segundo hijo de Potts y al primer hijo de Da'Nae, Chozen Wone Da'Shun Potts.
En noviembre de 2023, Potts se convertiría al islam.

## Carrera musical

### 2018-2019: Comienzos, contrato profesional yCottondown

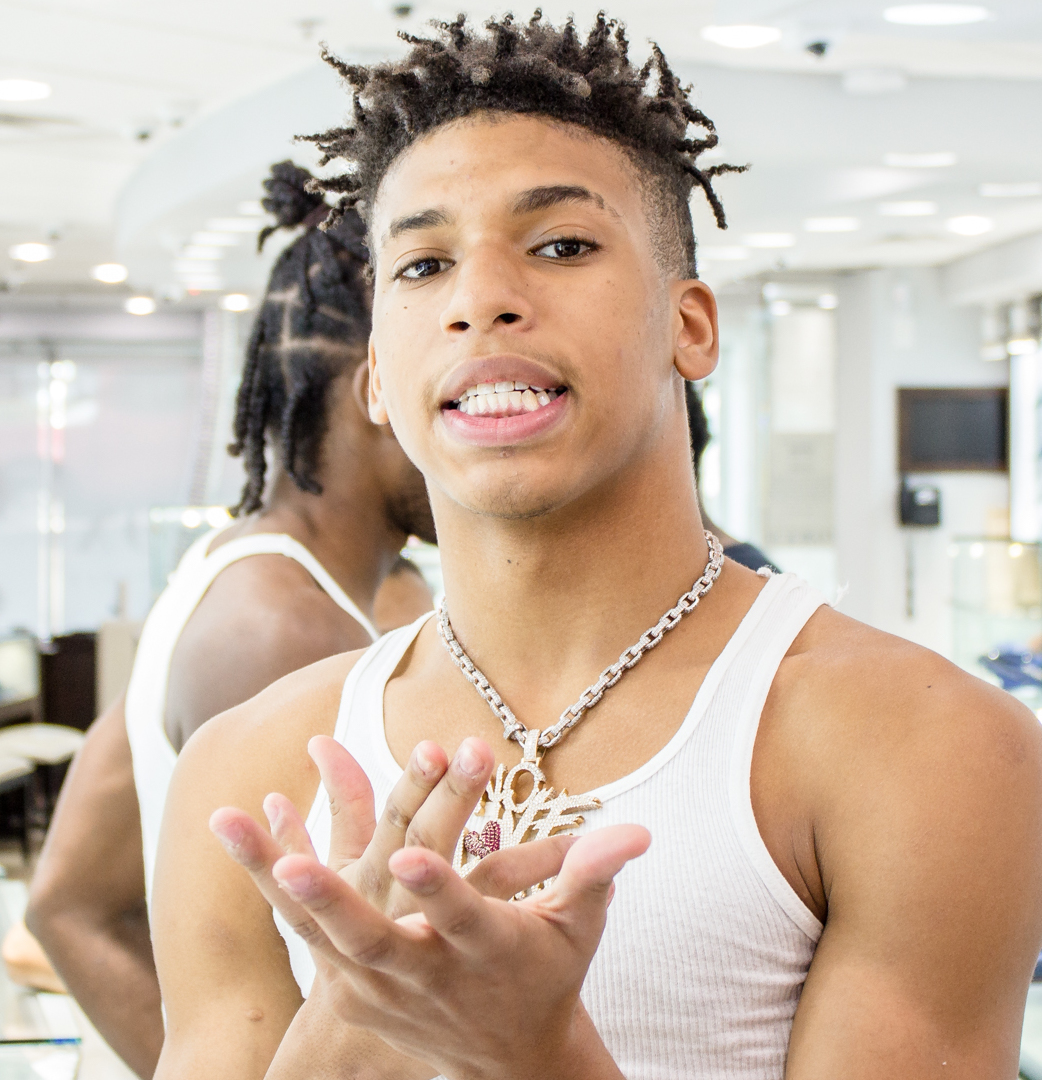
NLE Choppa en 2019

El mánager de NLE Choppa es su madre, Angela Potts, quien tiene esta ocupación desde los comienzos de su hijo por el interés en la música. Choppa publicó su primera canción,  
«No Love Anthem», en marzo de 2018, bajo el seudónimo de YNR Choppa. El 22 de julio, publicó su primer mixtape, No Love the Takeover.
Después de que surgiese la fama, publicó su sencillo «Shotta Flow». El vídeo superó los 10 millones de visitas en un mes. Unos pocos días de su publicación, Pitchfork, la eligió como la canción del día. La canción entró en el Billboard Hot 100 en mayo de 2019, debutando en el puesto 96. Más tarde llegó al puesto número 36. El remix oficial, con Blueface, con el vídeoclip dirigido por Cole Bennett, fue publicado en junio, poco después, la canción original fue certificada platino por RIAA.
En febrero, publicó la secuela de la canción, «Shotta Flow 2». El vídeo superó las 20 millones de visitas en 2 meses. Durante esta época, fue reportado que Choppa tenía ofertas de discográficas que superaban los 3 millones de dólares. Choppa rechazó ofertas de Republic Records, Interscope Records, Caroline, sin embargo, eligió firmar con la compañía de distribución independiente, UnitedMasters. En marzo, publicó su nuevo sencillo llamado «Capo». También en marzo, acompañó a Birdman y Juvenile en la canción «Dreams». En abril de 2019, NLE publicó una nueva canción llamada, «Birdboy», producida por SGULL.
En mayo, Choppa publicó un nuevo sencillo llamado «Blocc Is Hot», producido por ATL Jacob. Este fue escrito para hacer tributo a su rapero favortio en la niñez, Lil Wayne. Pocos días después, Choppa hizo su primer festival musical actuando en Memphis. El 14 de junio de 2019, publicó su sencillo, «Free YoungBoy», producido por CashMoneyAP. El vídeo musical logró las 19 millones de visitas en YouTube. El título de la canción hace referencia al rapero YoungBoy Never Broke Again, quien fue arrestado por disparar y violar su libertad condicional. Esta canción fue la primera publicación de su propia discografía,  No Love Entertainment (NLE), la cual tuvo un acuerdo de patrocinio con Warner Records. De acuerdo a la revista Billborad, No Love Entertainment fue creada para publicar nueva música de NLE Choppa. El 13 de septiembre de 2019, Choppa publicó su nuevo sencillo «Camelot». La canción alcanzó el puestl número 37 en Estados Unidos, convirtiéndose en su segundo hit en llegar al top 40, junto a «Shotta Flow».
El 20 de diciembre de 2019, NLE Choppa publicó su primer EP, titulado Cottonwood.  El EP, fue nombrado por el área en la que creció, acompañado por los anteriores sencillos, «Side», «Shotta Flow» con su remix. El EP solo consiste en colaboración con Meek Mill. Para acompañar la publicación de Cottondown, subió un corto con el mismo nombre el mismo día.

### 2020: Top Shotta, From Dark Light

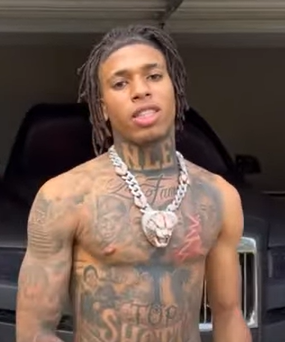
NLE Choppa en 2020

El primer álbum de estudio de NLE Choppa,  Top Shotta inicialmente su publicación era prevista para principios de 2020 y este estaría precedido por múltiples sencillos. El 19 de marzo, publicó la canción líder del álbum, Walk em Down con Roddy Ricch.
El 12 de junio, Choppa publicó «Shotta Flow 5», la cuarta secuela de su canción de 2019. El 30 de julio lanzó el sencillo «Narrow Road», con Lil Baby Una semana después, el 7 de agosto, Top Shotta fue publicado y tan solo 3 días después, Choppa fue incluido en la revista XXL Mag.
El 5 de septiembre, Choppa decidió dejar de rapear sobre violencia y empezar a hablar más y querer positividad y levantar a las personas. El 15 de octubre, anunció su nuevo proyecto titulado From Dark to Light el cual fue publicado el 1 de noviembre, el día de su cumpleaños. El 23 de octubre, NLE publicó el vídeoclip de la cancín «Narrow Road» con Lil Baby. El vídeo superó las 30 millones de visitas en YouTube.

### 2021–presente: Me vs Me

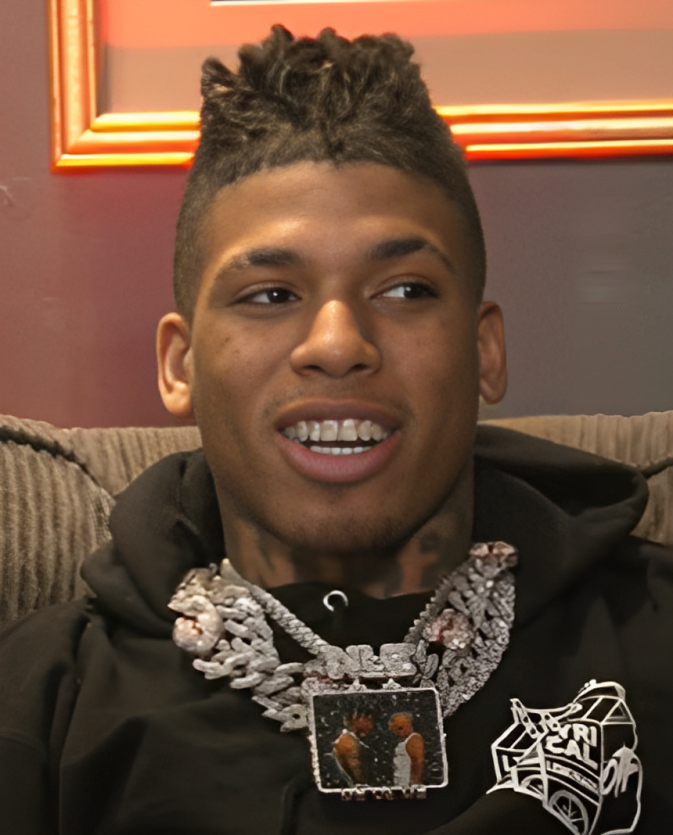
NLE Choppa en 2022

Choppa previamente publicó un teaser de «Shotta Flow 6» y en febrero de 2021, «Walk Em Down» con Lil Durk mediante un tuit. El 28 de enero de 2022 publicó su tercer mixtape Me vs. Me, el cual incluye 16 sencillos y las apariciones de Young Thug, Polo G, G Herbo y Moneybagg Yo. «Shotta Flow 6» fue lanzado el 28 de enero de 2022, con un video musical que lo acompaña. Es el séptimo sencillo de Me Vs. Me, y es la sexta entrega de la serie «Shotta Flow».
El 29 de noviembre de 2022, apareció en el sencillo de rap del rapero estadounidense Lambo40e titulado «Self Esteem»
El 7 de diciembre de 2023 lanzó el sencillo «Shotta Flow 7».

## Estilo musical
NLE Choppa es reconocido por sus animadas vocales y rap energético, el cual es notable en su canción «Shotta Flow». Su sonido es descrito con melódico, pero contundente. Jessica McKinney de la revista Complex confirma que Choppa es usualmente salvaje y bullicioso en sus versos. En su infancia, escuchaba UGK y Lil Wayne, sin embargo, asegura que escuchaba bastante música sin publicar alrededor de la ciudad de Memphis.

## Discografía
Desde que comenzó su carrera en el año 2018, NLE, logró atesorar dos (2) álbumes de estudio, cinco (5) mixtapes y un (1) EP.

### Álbumes de estudio
- 2020  — Top Shotta
- 2023 — Cottonwood 2

### EPs
- 2019 — Cottonwood

### Mixtapes
- 2018 — No Love The Takeover
- 2019 — Narco Choppa
- 2019 — Holly Trap
- 2020 — From Dark to Light
- 2022 — Me vs. Me